# Seki Hironao

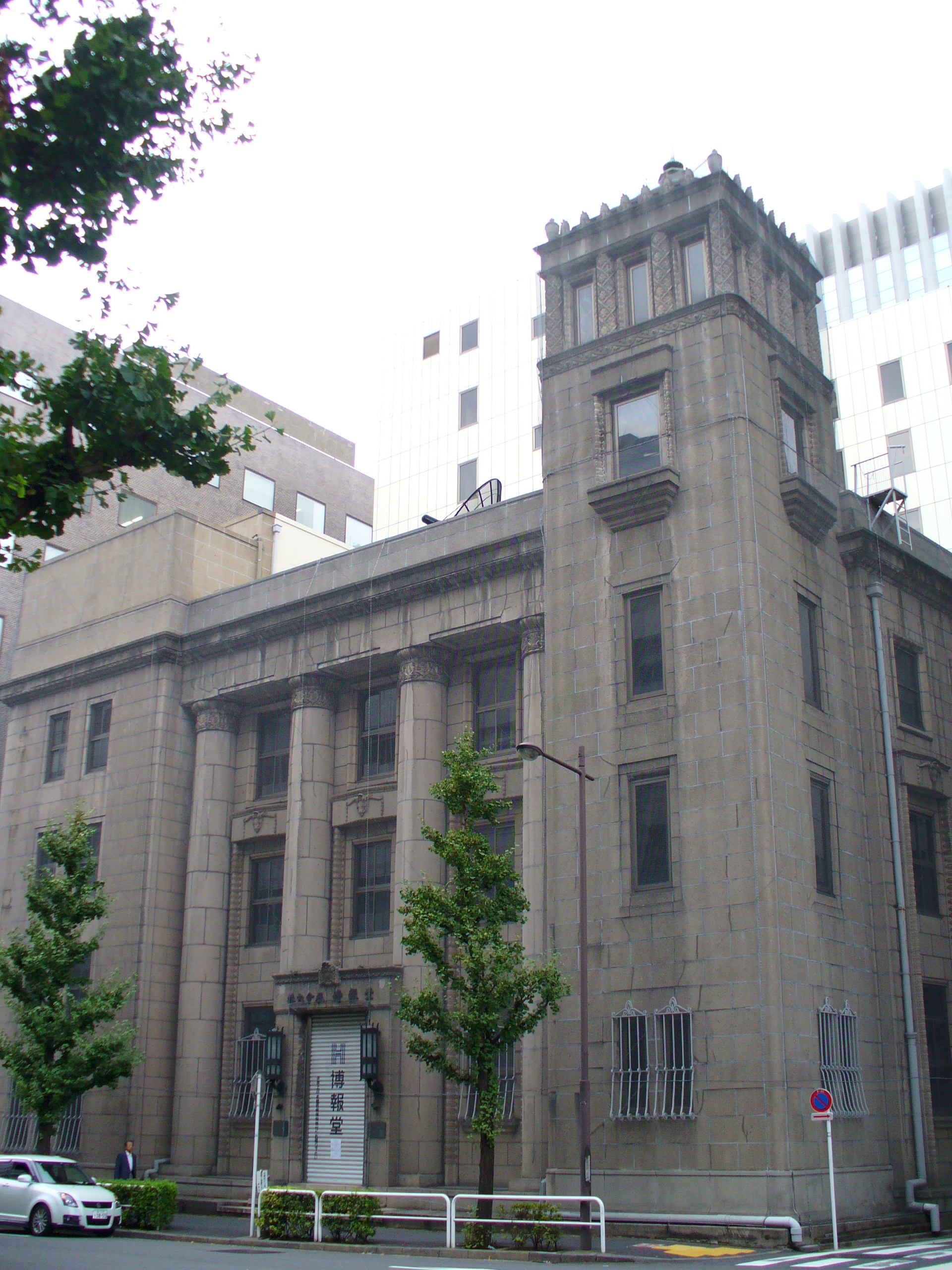
Alter Firmensitz in Kanda

Seki Hironao (japanisch 瀬木 博尚; geboren 17. November 1852 in Toyama (Präfektur Toyama); gestorben 22. Januar 1939) war ein japanischer Unternehmer, der als erster ein Anzeigengeschäft in Japan betrieb.

## Leben und Wirken
Seki Hironao war der älteste Sohn von Seki Hiroshige (瀬木博重), einem Samurai des Toyama-han (富山藩). Während der Meiji-Restauration war er als Kämpfer auf der kaiserlichen Seite engagiert. Danach ging er nach Tokio, wo er hörte, dass man in den USA das Geschäft mit Anzeigen betreibt. Daraufhin eröffnete er im Stadtteil Nihonbashi 1895 eine Agentur, die er „Hakuhōdō“ (博報堂), etwa „Unternehmen für vielfältige Information“, nannte. Zunächst publizierte er Anzeigen in Zeitungen, die sich auf Ausbildung spezialisiert hatten, weitete das dann allmählich auf alle Arten von Publikationen aus. Daneben produzierte er, um den Sport zu fördern, die Zeitschrift „Undōkai“ (運動界), „Die Welt des Sports“.
Weiter nutzte Seki den von Ōhashi Sahei (大橋 佐平; 1836–1901) und Sohn Ōhashi Shintarō (大橋 新太郎) betriebenen Zeitschriftenverlag „Hakubunkan“, um seine Anzeigen zu schalten.
1924 zog Seki in den Stadtteil, Kanda und wandelte sein Unternehmen in eine Aktiengesellschaft um. Er stiftete seine Sammlung von Zeitungs- und Zeitschriftenpublikationen der Meiji-Zeit, den „Meiji Shimbun Zasshi Bunko“ (明治新聞雑誌文庫), der Universität Tokio.
Hakuhōdō, englisch Hakuhodo, ist heute nach Dentsū die zweitgrößte Anzeigen-Agentur in Japan.